# Trahison (film, 1951)
Pour les articles homonymes, voir Trahison (homonymie).

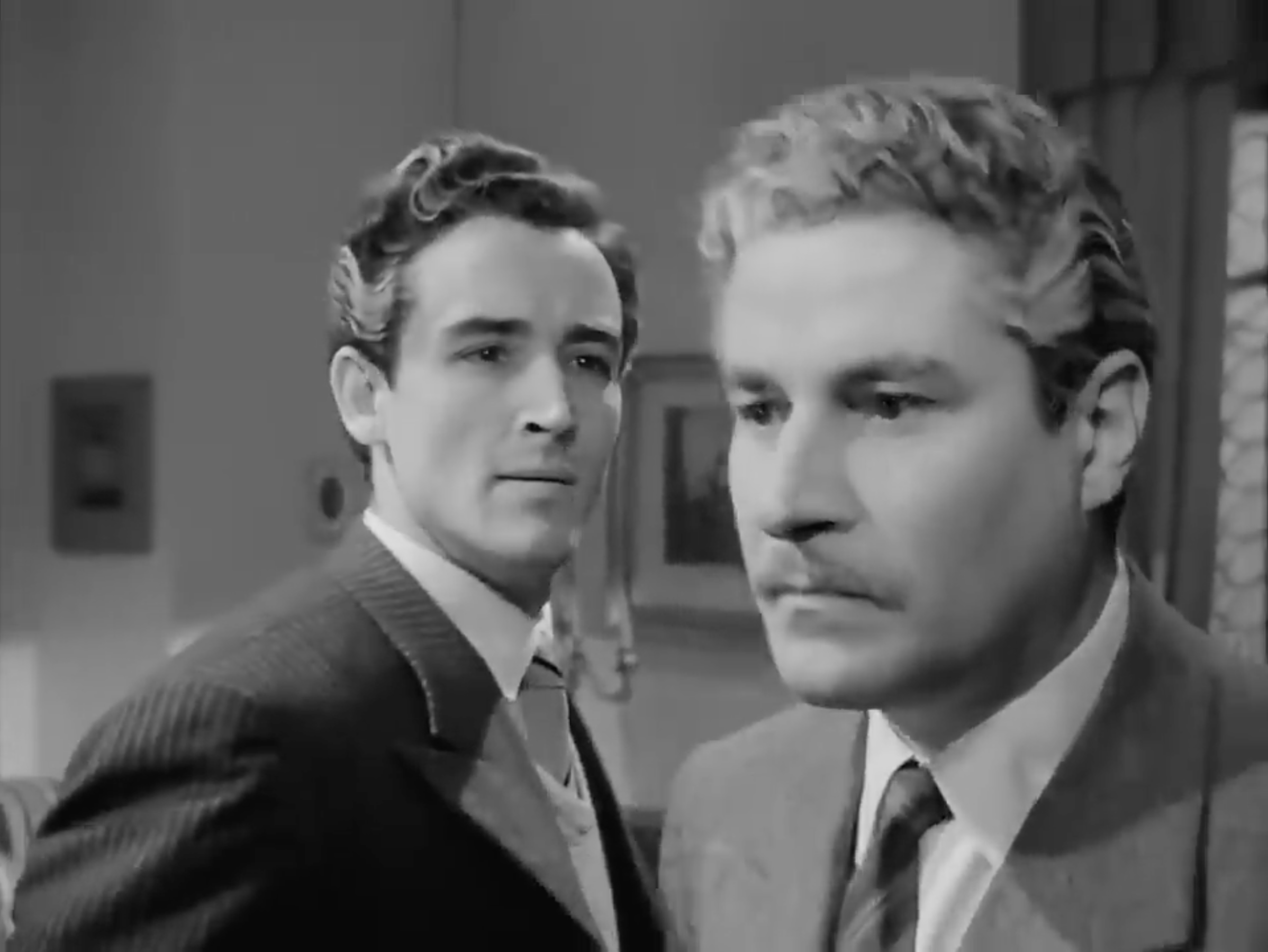
Vittorio Gassman et Amedeo Nazzari dans une scène du film

Trahison (Il tradimento) est un film italien réalisé par Riccardo Freda, sorti en 1951.

## Synopsis
Pietro Vanzelli est un homme d'affaires honnête qui, du jour au lendemain, voit sa vie basculer. Accusé d'avoir assassiné son associé, il est lourdement condamné. Mais ce dernier, présumé mort, est toujours vivant et il a ourdi cette machination dans le but d'évincer Vanzelli. Quinze ans plus tard, Pietro est enfin libéré et retrouve sa famille. Il est fermement décidé à se venger de son ancien ami.

## Fiche technique
- Titre original : Il tradimento
- Titre français : Trahison
- Réalisation : Riccardo Freda
- Scénario : Mario Monicelli, Ennio De Concini et Riccardo Freda, d'après une histoire de Mario Monicelli
- Photographie : Enzo Serafin
- Cadreur : Aldo Scavarda
- Musique : Carlo Innocenzi
- Montage : Otello Colangeli
- Décors : Sergio Baldacchini
- Son : Luigi Schwartz
- Direction de la production : Luigi Nannerini
- Pays d'origine : Italie
- Format
- Genre : melodrame
- Durée : 85 min
- Date de sortie :

## Distribution
- Amedeo Nazzari :  Pietro Vanzelli
- Vittorio Gassman : Renato Salvi
- Gianna Maria Canale : Luisetta
- Arnoldo Foà : Luigi, l'avocat
- Caterina Boratto : Clara Vanzelli
- Camillo Pilotto : Soldani, l'industriel
- Armando Francioli : Stefano Soldani
- Ciro Berardi : Gaetano Zanetti
- Anita Durante : Anna, la patronne de la pension
- Attilio Dottesio : Docteur Bianchini
- Nerio Bernardi : le président du tribunal
- Michele Riccardini : M. Biagi
- Oxcar Andriani : l'avocat de la défense
- Rita Livesi : Mme Solvarni
- Dina Bini : Luisa
- Leonello Zanchi : un avocat